# ツノオオバン
ツノオオバン（Fulica cornuta）は、ツル目クイナ科オオバン属に分類される鳥類。

## 分布
アルゼンチン北西部、ボリビア南西部、チリ北部

## 形態
全長45.5-53センチメートル。全身の羽衣は灰黒色。尾羽基部の下面（下尾筒）には2本の白い筋模様が入る。
虹彩は橙褐色。額には黒い肉質の突起があり、この突起を伸縮させたり逆立てることができる。嘴は黄緑色や橙黄色で、上嘴には稜に沿って黒い斑紋が入る。後肢は緑褐色で、関節は暗灰色。

## 生態
標高3,000-5,200メートルにある淡水湖や塩湖に生息する。
食性は植物食で、植物の葉、種子、水生植物などを食べる。
繁殖形態は卵生。80ペア以下の集団繁殖地（コロニー）を形成する。10-翌2月に浅瀬に直径4メートル、高さ0.6メートルに達する石を積み上げその頂部に植物などを敷いた巣を作るが、大きな石の上や浮草の上に巣をつくることもある。3-5個の卵を産む。雌雄共に育雛を行う。

## 人間との関係
家畜による生息地の破壊や水質汚染、狩猟や卵の採取などにより生息数は減少していると考えられている。ボリビアでの1989年における生息数は2,800羽、チリでの1993年における生息数は600羽と推定されている。

## 画像

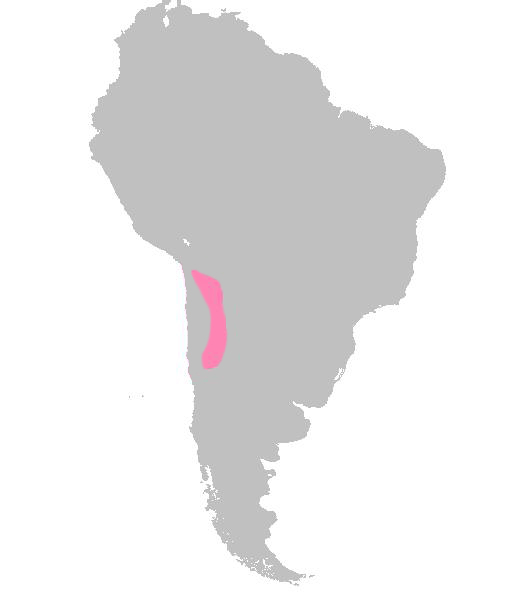
分布